# Боемунд IV (граф Триполі)
Боемунд IV Красивий (*Bohémond IV, 1261 —19 жовтня 1287) — граф Триполі у 1275—1287 роках, титулярний князь Антіохії.

## Життєпис

### Регентство
Походив з антіохійської гілки династії Рамнудфідів. Син Боемунда VI, князя Антіохії й графа Триполі, та Сибіли з Кілілійської Вірменії. Народився 1261 року. Після смерті батька 1275 року успадкував владу, але лише як граф Триполі, оскільки 1268 року було втрачено Антіохію. З огляду на молодий вік регенткою стала його мати. На виховання Боемунда IV було відправлено до Левона III в Кілікії. Сибілла вимушена була боротися за регентство з Гуго III, королем Кіпру. В цьому вона спиралася на єпископа Бартоломео Тортоського.

### Панування
1277 року Боемунд IV повернувся до Триполі. Того ж року укладає мирний договір з мамлюкським султаном Калауном. Водночас підтримав Роджера де Сан-Саверіно як регента Єрусалимського королівства за відсутності Карла I Сицилійського. Також змінив політику щодо генуезців, вирішив спиратися на Венеціанську республіку. Це спричинило відновлення боротьби з впливовою генуезькою родиною Ембіака.
Також підтримав партію своєю матері, що спиралася на вірменську знать, протистоячи римській партії на чолі із Паоло Сен'ї, єпископа Триполі, якого підтримували тамплієри. Тому граф Триполі атакував тамплієрів, зруйнувавши їх замок в Триполі. У відповідь 1278 року тамплієри і Гі II Ембіако, сеньйор Гібелета, атакували володіння Боемунда IV в Триполі. Граф зазнав поразки на суходолі, але здобув успіх на морі. Після цього за посередництва Ніколя Лорна, великого магістра госпітальєрів було укладено перемир'я, що тривало до 1282 року.
1280 року одружився з представницею впливового роду Брієнн. У 1282 році виступив проти Ембіако, здолавши цю родину й захопивши Гібелет. Водночас ця боротьба суттєво послабила графство. Цим скористався султан Калавун, що 1287 року захопив Лаодікею. Невдовзі після цього Боемунд IV помер. Владу успадкувала його сестра Люція I.